# Isola Chappel
L'isola Chappel (in inglese Chappel Island) è una piccola isola antartica facente parte dell'arcipelago Windmill.
Localizzata ad una latitudine di 66° 10' sud e ad una longitudine di 110°25' est, l'isola si trova a circa 11 chilometri dalla stazione Casey ed è abitata da una colonia di pinguini di Adelia. La zona è stata mappata per la prima volta mediante ricognizione aerea durante l'operazione Highjump e l'operazione Windmill, negli anni 1947-1948. Non fu però possibile uno sbarco a causa dei fondali bassi.